# 南浔基督教堂

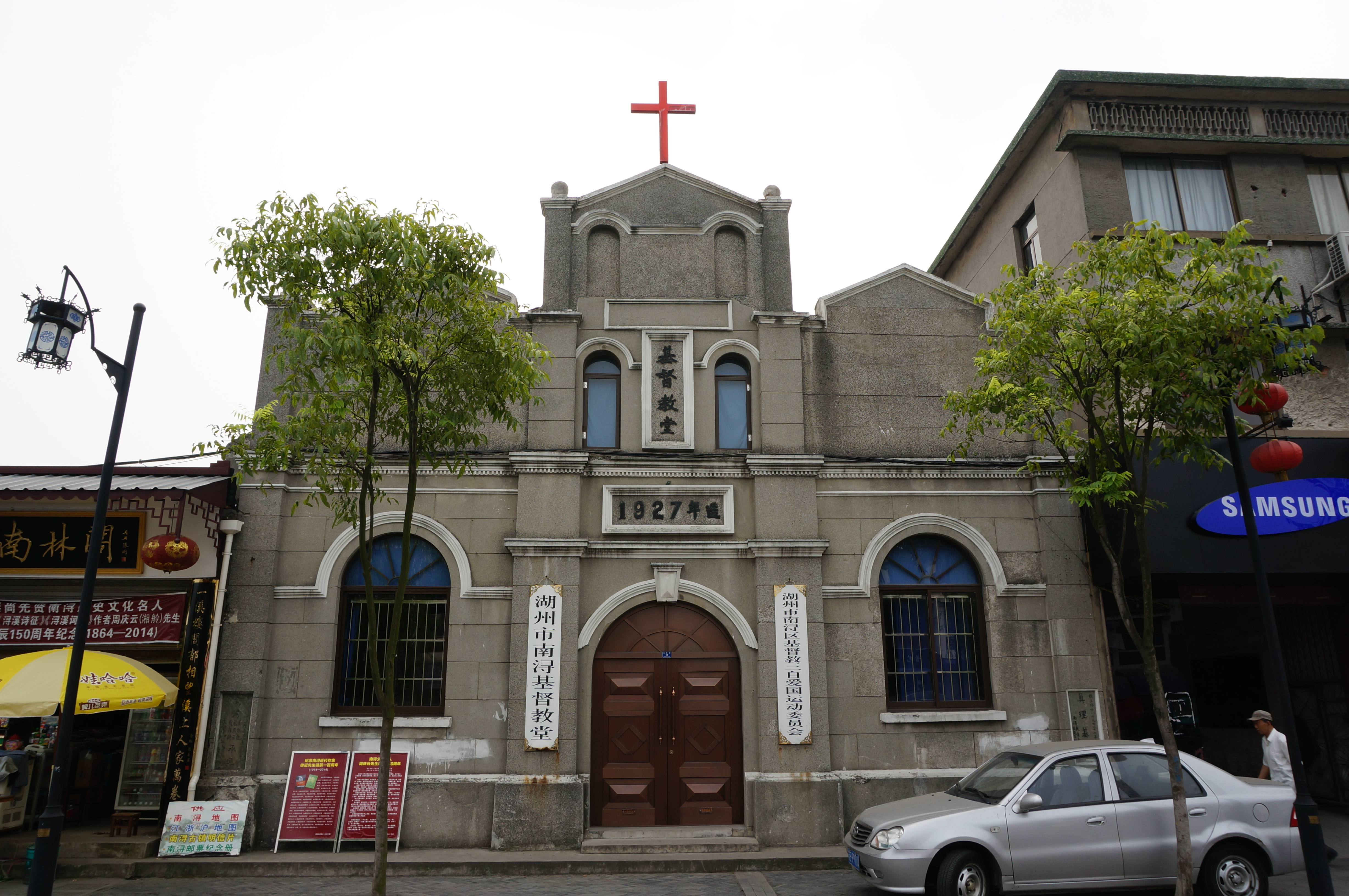
东面，2014年6月

南浔基督教堂也称耶稣堂，原名斯乐德堂，为位于中国浙江省湖州市南浔区南浔镇南西街12号的一座前美国基督教监理会教堂，由美国信徒斯乐德女士捐资兴建于1927年，曾为浙北地区基督教活动中心之一。